# Цианид цинка
Цианид цинка — неорганическое соединение, 
соль металла цинка и синильной кислоты с формулой Zn(CN)2,
бесцветные кристаллы,
не растворяется в воде.

## Получение
- Обработка растворов солей цинка стехиометрически необходимым количеством цианистого калия:

{\displaystyle {\mathsf {ZnCl_{2}+2KCN\ {\xrightarrow {}}\ Zn(CN)_{2}\downarrow +2KCl}}}

## Физические свойства
Цианид цинка образует бесцветные кристаллы
кубической сингонии,
пространственная группа P 43m,
параметры ячейки a = 0,589 нм, Z = 2.
Не растворяется в воде и этаноле.

## Химические свойства
- Растворяется в избытке цианидов щелочных металлов:

{\displaystyle {\mathsf {Zn(CN)_{2}+2KCN\ {\xrightarrow {}}\ K_{2}[Zn(CN)_{4}]}}}

## Применение
- Гальванопластика цинка в водных растворах.
- Катализатор в органическом синтезе.

## Биологическое действие
Как и все цианиды, цианид цинка является сильнейшим неорганическим ядом. Опасен для окружающей среды.